# Ожарув (гмина)
Ожарув (пол. Ożarów) — городско-сельская гмина (волость) в Польше, входит как административная единица в Опатувский повет, Свентокшиское воеводство. Население — 11 585 человек (на 2004 год).

## Демография
| Перепись                       | Всего   | Всего | Женщины | Женщины | Мужчины | Мужчины |
| ------------------------------ | ------- | ----- | ------- | ------- | ------- | ------- |
| Единицы                        | человек | %     | человек | %       | человек | %       |
| Население                      | 11 585  | 100   | 5836    | 50,4    | 5749    | 49,6    |
| Плотность населения (чел./км²) | 63,2    | 63,2  | 31,8    | 31,8    | 31,4    | 31,4    |

## Сельские округа
1. Беджихув
2. Бинковице
3. Чахув
4. Дембно
5. Глиняны
6. Грохоцице
7. Якубовице
8. Яникув
9. Янковице
10. Янополь
11. Яновице
12. Янув
13. Юлианув
14. Карсы
15. Крукув
16. Лясоцин
17. Марушув
18. Немцувка
19. Нове
20. Писары
21. Поток
22. Прусы
23. Пшибыславице
24. Собутка
25. Собув
26. Стружа
27. Суходулка
28. Шиманувка
29. Сьрудбоже
30. Томины
31. Влёнице
32. Вулька-Храпановска
33. Вышмонтув
34. Завада

## Соседние гмины
1. Гмина Аннополь
2. Гмина Чмелюв
3. Гмина Двикозы
4. Гмина Тарлув
5. Гмина Вильчице
6. Гмина Войцеховице
7. Гмина Завихост